# Хорна Вес (Жјар на Хрону)
Хорна Вес (слч. Horná Ves) насељено је мјесто са административним статусом сеоске општине (слч. obec) у округу Жјар на Хрону, у Банскобистричком крају, Словачка Република.

## Становништво
| Година:    | 1994. | 2004. | 2014.   | 2024.   |
| ---------- | ----- | ----- | ------- | ------- |
| Број људи: | 0     | 739   | 711     | 642     |
| Разлика:   |       | –     | -3,78 % | -9,70 % |

| Година:    | 2023. | 2024.   |
| ---------- | ----- | ------- |
| Број људи: | 656   | 642     |
| Разлика:   |       | -2,13 % |

Према подацима о броју становника из 2011. године насеље је имало 714 становника.